# Grisões
O Cantão dos Grisões (em alemão:  Graubünden, em romanche:  Grischun, em italiano:  Cantone dei Grigioni, em francês:  Canton des Grisons) é um dos cantões da Suíça, sendo o maior deles em extensão territorial. 
Neste cantão há uma importante comunidade de língua romanche, a quarta língua oficial da Suíça. Além desse idioma, falam-se também o alemão (língua predominante, 68% do total) e o italiano (nos vales de Mesolcina, Calanca, Bregaglia e Poschiavo); assim sendo, é o único cantão suíço trilíngue.

## História
A maior parte do território do cantão foi na antiguidade parte da província romana chamada Récia, que foi fundada em 15 a.C. A área veio logo a ser parte da diocese de Coira.
O nome "grisões" é alusivo à origem do cantão, baseada nas três alianças locais (as Três Ligas ou Ligues Grisonnes): a Liga da Casa de Deus, a Liga das Dez Jurisdições e a Liga Cinza.
Em 1367, foi fundada a Liga da Casa de Deus (em italiano, Lega Caddea ou della Ca' di Dio; em francês, Maison-Dieu; em alemão, Gottes Haus; em romanche, Lia da la Chadé), com o fim de resistir ao crescente poder do bispo de Coira. 

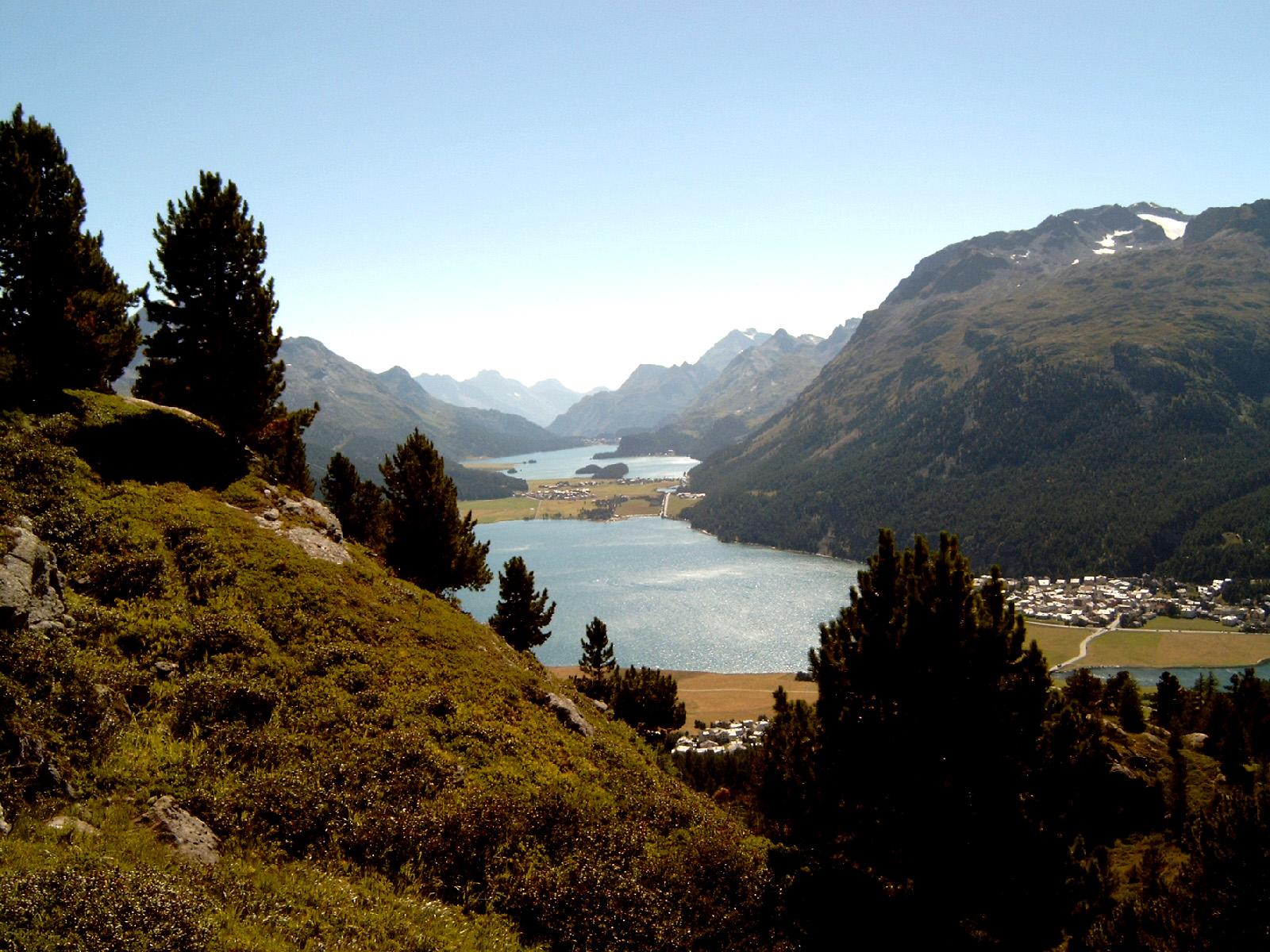
Vale da Alta Engiadina próximo a St. Moritz.

Em 1395, no vale do rio Reno, foi fundada uma outra liga, a Liga Cinza (em alemão, Grauer Bund ou Oberbund; em francês, Ligue grise; em romanche: Lia Grischa; em italiano: Lega Grigia). O nome da liga, alusivo à cor cinza da vestimenta da população, deu origem à denominação do atual cantão dos Grisões, cujo nome em alemão, Graubünden, é mais explícito na sua etimologia, significando literalmente "Ligas Cinza". 
Em 1436, foi fundada uma terceira liga, a Liga das Dez Jurisdições (em francês: Ligue des Dix-Juridictions; em alemão: Zehngerichtebund; em italiano: Lega delle Dieci Giurisdizioni; em romanche, Lia da las Diesch Dretgiras), pelos habitantes do antigo condado de Togemburgo.
O primeiro passo para a constituição cantonal se deu quando a Liga das Dez Jurisdições se aliou à Liga da Casa de Deus em 1450. Em 1471, essas duas ligas se aliaram à Liga Cinza. Com a extinção da dinastia dos Togemburgos em 1496, suas terras foram herdadas pelos Habsburgos. Isto ajudou para que as Três Ligas se unissem à Confederação Helvética. Os Habsburgos foram derrotados em duas ocasiões, o que ajudou a Confederação Suíça e as ligas aliadas do cantão dos Grisões a serem reconhecidas. Todavia as Três Ligas se mantiveram até o Pacto Federal de 23 de setembro de 1524, quando estabeleceram uma constituição comum, obtendo assim o estatuto de uma república livre, que iria durar até 1798. Os últimos traços da jurisdição do bispo de Coira foram abolidos em 1526. Em 1799, as ligas foram anexadas pela República Helvética para formar o cantão da Récia - o atual cantão dos Grisões - porém foi só em 1803 que o território foi declarado cantão. A constituição cantonal data de 1892.

## Geografia

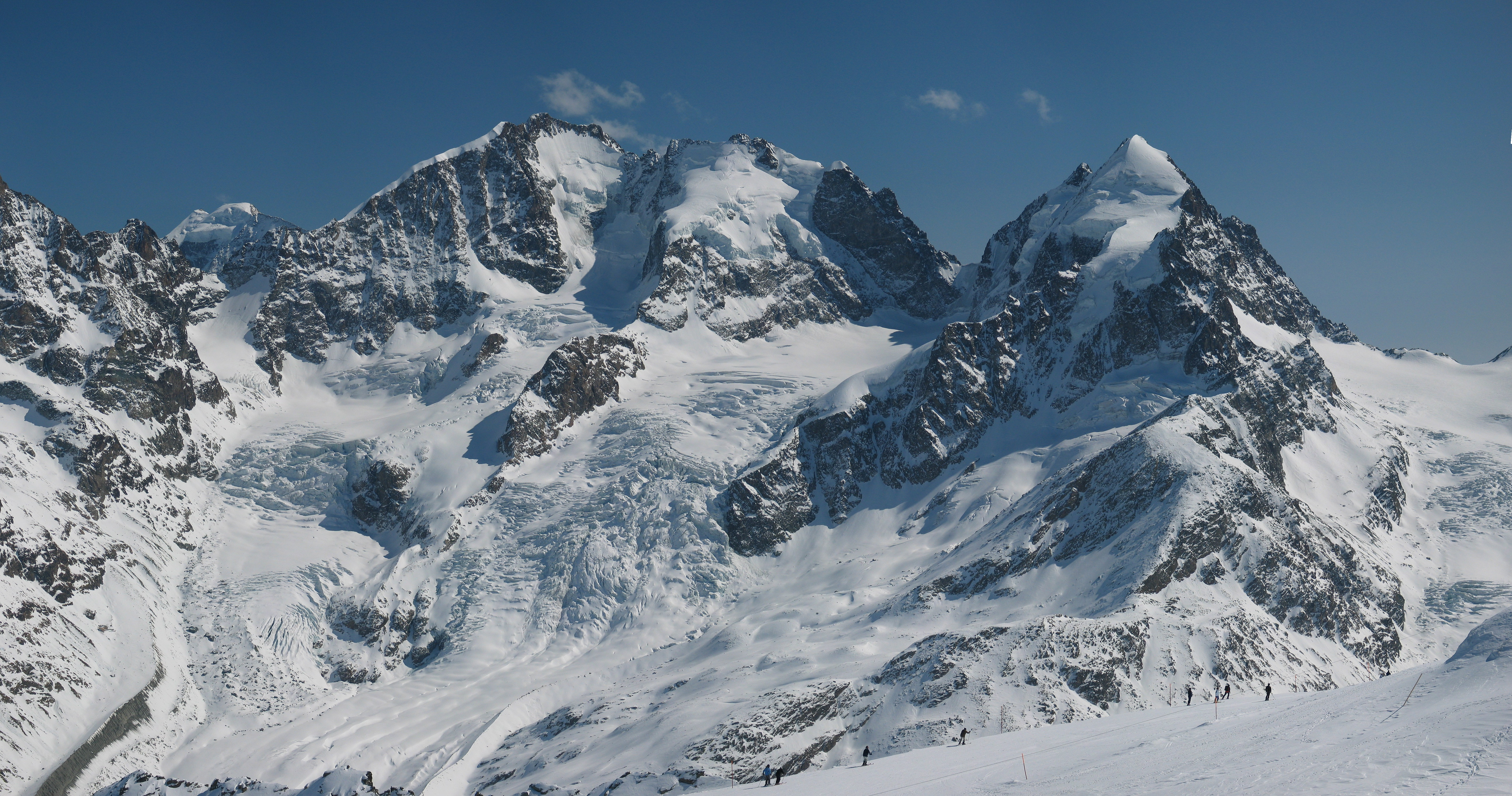
Piz Bernina (4 049 m, centro-esquerda) com o Biancograt (esquerda), Piz Scerscen (centro-direita) e o Piz Roseg (direita), vistos do Piz Corvatsch.

A área do cantão é de 7 105 km². Somente um terço desta área é considerada produtiva. Os bosques cobrem cerca de 20% da área total. O cantão é quase completamente montanhoso, compreendendo a parte superior dos vales do Reno e do rio Inn. O ponto mais elevado é o Piz Bernina com 4 048 m.
Os vales de sua parte central são tão profundos, que alguns deles são considerados os mais profundos da Europa.
O cantão se limita ao norte com o principado de Liechtenstein e com a república da Áustria, ao sudeste com a república da Itália, ao nordeste com os cantões de São Galo e Glaris, ao noroeste com o cantão de Uri e ao sudoeste com o cantão de Tessino. A capital é Coira (Chur). As universalmente conhecidas cidades de Klosters-Serneus, Davos e São Moritz se encontram também no cantão dos Grisões.

## Economia

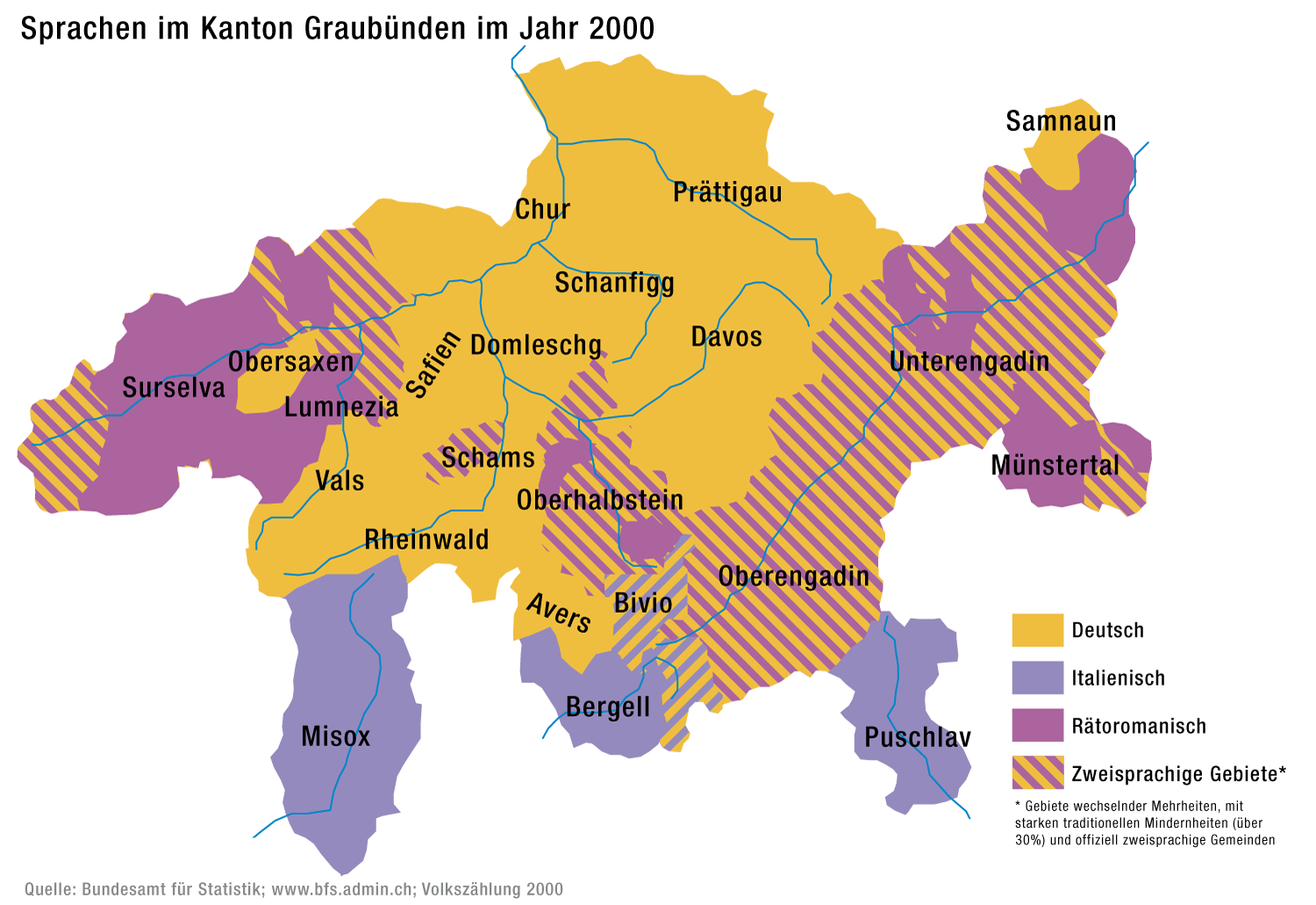
Distribuição geográfica dos idiomas nos Grisões, com áreas falantes de romanche em roxo, de alemão em laranja, de italiano em azul. Áreas tracejadas possuem maioria flutuante, tradicionalmente composto por minorias.

A agricultura e o turismo são os pilares da economia do cantão. A agricultura, se baseia principalmente na silvicultura. O turismo está concentrado nas montanhas, especialmente ao redor das cidades de Davos, Arosa, Laax, São Moritz e Pontresina. Existem ainda vários povoados conhecidos por sua beleza e turismo no estreito vale da Engadina.
Próximo a Coira há uma indústria vitivinícola importante. Coira também é um centro industrial importante.
É em Davos, que se realiza anualmente o Fórum Econômico Mundial.

## Demografia
As línguas faladas no cantão dos Grisões são: o alemão com 68% de sua população, o romanche com 14% e o italiano com 10%. As duas religiões mais importantes são: o protestantismo e o catolicismo. Do ponto de vista religioso, a população está praticamente dividida em duas partes iguais.